# Coppa del Mondo di ginnastica ritmica 2016
Le tappe di Coppa del Mondo di ginnastica ritmica 2016 comprendono un evento di categoria A e nove eventi di categoria B.
Le garesi sono tenute il 26–28 febbraio a Espoo, il 17–20 marzo a Lisbona, l'1–3 aprile a Pesaro, il 13–15 maggio a Tashkent, il 20–22 maggio a Minsk, 27–29 maggio a Sofia, il 17–19 giugno a Guadalajara, l'1–3 luglio a Berlino, il 9–10 luglio a Kazan', e il 22–24 luglio a Baku.
I punti delle quattro migliori prestazioni negli eventi di World Cup ottenuti da ogni partecipante vengono raccolti e sommati. In base al totale vengono quindi premiate per ogni categoria le atlete che avranno ottenuto più punti, durante la tappa finale di Baku, in Azerbaigian.

## Formato
| Data           | Categoria | Luogo       | Tipo |
| -------------- | --------- | ----------- | ---- |
| Febbraio 26–28 | Cat. B    | Espoo       |      |
| Marzo 17–20    | Cat. B    | Lisbona     |      |
| Aprile 1–3     | Cat. B    | Pesaro      |      |
| Maggio 13–15   | Cat. B    | Tashkent    |      |
| Maggio 20–22   | Cat. B    | Minsk       |      |
| Maggio 27–29   | Cat. B    | Sofia       |      |
| Giugno 17–19   | Cat. B    | Guadalajara |      |
| Luglio 1–3     | Cat. B    | Berlino     |      |
| Luglio 9–10    | Cat. B    | Kazan'      |      |
| Luglio 22–24   | Cat. A    | Baku        |      |

## Vincitrici

### Concorso generale

#### Individualiste
| Competizioni | Oro                  | Argento              | Bronzo                            |
| ------------ | -------------------- | -------------------- | --------------------------------- |
| Categoria A  |                      |                      |                                   |
| Baku         | Margarita Mamun      | Yana Kudryavtseva    | Aleksandra Soldatova              |
| Categoria B  |                      |                      |                                   |
| Espoo        | Aleksandra Soldatova | Son Yeon-Jae         | Ganna Rizatdinova                 |
| Lisbona      | Aleksandra Soldatova | Ganna Rizatdinova    | Neta Rivkin                       |
| Pesaro       | Yana Kudryavtseva    | Margarita Mamun      | Ganna Rizatdinova                 |
| Tashkent     | Yana Kudryavtseva    | Aleksandra Soldatova | Linoy Ashram                      |
| Minsk        | Margarita Mamun      | Aleksandra Soldatova | Melitina Staniouta                |
| Sofia        | Yana Kudryavtseva    | Ganna Rizatdinova    | Son Yeon-Jae                      |
| Berlino      | Dina Averina         | Melitina Staniouta   | Salome Pazhava Katsiaryna Halkina |
| Guadalajara  | Margarita Mamun      | Aleksandra Soldatova | Ganna Rizatdinova                 |
| Kazan'       | Margarita Mamun      | Yana Kudryavtseva    | Aleksandra Soldatova              |

#### Concorso generale a squadre
| Competizioni | Oro         | Argento           | Bronzo          |
| ------------ | ----------- | ----------------- | --------------- |
| Categoria A  |             |                   |                 |
| Baku         | Russia      | Israele           | Italia          |
| Categoria B  |             |                   |                 |
| Espoo        | Russia      | Israele           | Spagna          |
| Lisbona      | Russia      | Israele           | Spagna Bulgaria |
| Pesaro       | Italia      | Bulgaria          | Israele         |
| Tashkent     | Russia      | Bielorussia       | Israele         |
| Minsk        | Bielorussia | Russia            | Israele         |
| Sofia        | Russia      | Bulgaria          | Bielorussia     |
| Guadalajara  | Spagna      | Bielorussia       | Ucraina         |
| Berlino      | Giappone    | Finlandia Ucraina | Non assegnato   |
| Kazan'       | Russia      | Bielorussia       | Israele         |

### Attrezzi

#### Cerchio
| Competizioni | Oro                                  | Argento              | Bronzo               |
| ------------ | ------------------------------------ | -------------------- | -------------------- |
| Categoria A  |                                      |                      |                      |
| Baku         | Yana Kudryavtseva                    | Margarita Mamun      | Kseniya Moustafaeva  |
| Categoria B  |                                      |                      |                      |
| Espoo        | Ganna Rizatdinova                    | Aleksandra Soldatova | Son Yeon-Jae         |
| Lisbona      | Aleksandra Soldatova                 | Ganna Rizatdinova    | Son Yeon-Jae         |
| Pesaro       | Margarita Mamun                      | Ganna Rizatdinova    | Dina Averina         |
| Tashkent     | Yana Kudryavtseva                    | Aleksandra Soldatova | Neta Rivkin          |
| Minsk        | Margarita Mamun                      | Melitina Staniouta   | Laura Zeng           |
| Sofia        | Ganna Rizatdinova                    | Son Yeon-Jae         | Arina Averina        |
| Guadalajara  | Margarita Mamun                      | Aleksandra Soldatova | Ganna Rizatdinova    |
| Berlino      | Melitina Staniouta Ganna Rizatdinova | Non assegnato        | Katsiaryna Halkina   |
| Kazan'       | Yana Kudryavtseva                    | Son Yeon-Jae         | Aleksandra Soldatova |

#### Palla
| Competizioni | Oro                  | Argento                         | Bronzo                             |
| ------------ | -------------------- | ------------------------------- | ---------------------------------- |
| Categoria A  |                      |                                 |                                    |
| Baku         | Margarita Mamun      | Aleksandra Soldatova            | Melitina Staniouta                 |
| Categoria B  |                      |                                 |                                    |
| Espoo        | Son Yeon-Jae         | Dina Averina                    | Neta Rivkin                        |
| Lisbona      | Aleksandra Soldatova | Son Yeon-Jae                    | Neta Rivkin                        |
| Pesaro       | Ganna Rizatdinova    | Dina Averina Melitina Staniouta | Non assegnato                      |
| Tashkent     | Yana Kudryavtseva    | Neta Rivkin                     | Anastasiya Serdyukova Linoy Ashram |
| Minsk        | Margarita Mamun      | Aleksandra Soldatova            | Melitina Staniouta                 |
| Sofia        | Yana Kudryavtseva    | Ganna Rizatdinova               | Son Yeon-Jae                       |
| Guadalajara  | Aleksandra Soldatova | Ganna Rizatdinova               | Son Yeon-Jae                       |
| Berlino      | Dina Averina         | Melitina Staniouta              | Salome Pazhava                     |
| Kazan'       | Yana Kudryavtseva    | Margarita Mamun                 | Melitina Staniouta                 |

#### Clavette
| Competizioni | Oro                               | Argento              | Bronzo                |
| ------------ | --------------------------------- | -------------------- | --------------------- |
| Categoria A  |                                   |                      |                       |
| Baku         | Yana Kudryavtseva Margarita Mamun | Non assegnato        | Kseniya Moustafaeva   |
| Categoria B  |                                   |                      |                       |
| Espoo        | Aleksandra Soldatova              | Son Yeon-Jae         | Ganna Rizatdinova     |
| Lisbona      | Ganna Rizatdinova                 | Son Yeon-Jae         | Aleksandra Soldatova  |
| Pesaro       | Margarita Mamun                   | Son Yeon-Jae         | Dina Averina          |
| Tashkent     | Yana Kudryavtseva                 | Aleksandra Soldatova | Elizaveta Nazarenkova |
| Minsk        | Margarita Mamun                   | Aleksandra Soldatova | Melitina Staniouta    |
| Sofia        | Son Yeon-Jae                      | Ganna Rizatdinova    | Arina Averina         |
| Guadalajara  | Margarita Mamun                   | Aleksandra Soldatova | Ganna Rizatdinova     |
| Berlino      | Ganna Rizatdinova                 | Melitina Staniouta   | Katsiaryna Halkina    |
| Kazan'       | Yana Kudryavtseva                 | Aleksandra Soldatova | Melitina Staniouta    |

#### Nastro
| Competizioni | Oro                               | Argento                            | Bronzo                            |
| ------------ | --------------------------------- | ---------------------------------- | --------------------------------- |
| Categoria A  |                                   |                                    |                                   |
| Baku         | Margarita Mamun Yana Kudryavtseva | Non assegnato                      | Marina Durunda                    |
| Categoria B  |                                   |                                    |                                   |
| Espoo        | Ganna Rizatdinova                 | Son Yeon-Jae                       | Aleksandra Soldatova              |
| Espoo        | Ganna Rizatdinova                 | Son Yeon-Jae                       | Melitina Staniouta                |
| Lisbona      | Ganna Rizatdinova                 | Aleksandra Soldatova Arina Averina | Non assegnato                     |
| Pesaro       | Ganna Rizatdinova                 | Son Yeon-Jae Dina Averina          | Non assegnato                     |
| Tashkent     | Yana Kudryavtseva                 | Aleksandra Soldatova               | Anastasiya Serdyukova             |
| Minsk        | Margarita Mamun                   | Aleksandra Soldatova               | Laura Zeng                        |
| Sofia        | Yana Kudryavtseva                 | Son Yeon-Jae                       | Neviana Vladinova                 |
| Berlino      | Dina Averina                      | Ganna Rizatdinova                  | Melitina Staniouta Salome Pazhava |
| Guadalajara  | Margarita Mamun                   | Melitina Staniouta                 | Aleksandra Soldatova              |
| Kazan'       | Margarita Mamun                   | Melitina Staniouta                 | Son Yeon-Jae                      |

#### 5 Nastri
| Competizioni | Oro         | Argento            | Bronzo        |
| ------------ | ----------- | ------------------ | ------------- |
| Categoria A  |             |                    |               |
| Baku         | Israele     | Russia             | Spagna        |
| Categoria B  |             |                    |               |
| Espoo        | Spagna      | Israele            | Ucraina       |
| Lisbona      | Russia      | Israele < Bulgaria | Non assegnato |
| Pesaro       | Italia      | Israele            | Bulgaria      |
| Tashkent     | Russia      | Bielorussia        | Spagna        |
| Minsk        | Russia      | Bielorussia        | Israele       |
| Sofia        | Bulgaria    | Russia             | Bielorussia   |
| Guadalajara  | Bielorussia | Bulgaria           | Spagna        |
| Berlino      | Giappone    | Finlandia          | Germania      |
| Kazan'       | Bulgaria    | Russia             | Israele       |

#### 2 Cerchi e 6 Clavette
| Competizioni | Oro         | Argento     | Bronzo    |
| ------------ | ----------- | ----------- | --------- |
| Categoria A  |             |             |           |
| Baku         | Russia      | Italia      | Spagna    |
| Categoria B  |             |             |           |
| Espoo        | Israele     | Spagna      | Ucraina   |
| Lisbona      | Russia      | Bulgaria    | Spagna    |
| Pesaro       | Italia      | Bielorussia | Israele   |
| Tashkent     | Bielorussia | Spagna      | Russia    |
| Minsk        | Bielorussia | Italia      | Israele   |
| Sofia        | Bulgaria    | Bielorussia | Italia    |
| Guadalajara  | Bielorussia | Bulgaria    | Spagna    |
| Berlino      | Ucraina     | Germania    | Finlandia |
| Kazan'       | Russia      | Italia      | Spagna    |